# Wapen van Cuba
Het wapen van Cuba is het officiële heraldische symbool van Cuba. Het bestaat uit een schild, gekroond door een frygische muts en geplaatst tussen een eikentak (links) en een lauwertak. Het wapen werd ontworpen door Miguel de Teurbe Tolon en werd officieel aangenomen op 24 april 1906.
Opvallend is dat het wapen de oude vorm behield toen Cuba een communistische dictatuur werd. In de meeste van deze landen kiest men dan voor een nieuw wapen volgens de vormentaal van de socialistische heraldiek. De reden hiervoor is waarschijnlijk dat het communisme in Cuba vooral werd beleden om steun van de Sovjet-Unie te krijgen, terwijl de Cubaanse Revolutie in werkelijkheid sociaal-nationalistisch geïnspireerd was.

## Symboliek

### Schild
Het schild is verdeeld in drie velden. In het bovenste deel bevindt zich een sleutel tussen twee rotsen, verwijzend naar de sleutelpositie van Cuba voor de toegang tot de Golf van Mexico. Op de achtergrond staat een opkomende zon als symbool voor de opkomende nieuwe republiek.
Linksonder in het schild staan drie blauwe en twee witte diagonale banen als verwijzing naar de Cubaanse vlag; de blauwe banen symboliseren ook de drie historische provincies van Cuba: Central, Occidental en Oriental.
Rechtsonder in het schild staat een heraldisch landschap met bergen, groene vegetatie en een palmboom; dit verwijst naar de vruchtbare Cubaanse grond.
De palmboom is de koningspalm, de nationale Cubaanse boom. De koningspalm is endemisch op Cuba en wordt vooral in tropisch Amerika in parken aangeplant. Op Cuba geldt de koningspalm als indicator voor vruchtbare bodems. De gebieden waar hij van nature voorkwam zijn daarom bijna volledig tot akkers ontgonnen. Vanwege zijn elegante groeivorm wordt de koningspalm meestal ontzien, waardoor hij niet zeldzaam is geworden.

### Om het schild
Het schild wordt zoals vermeld ondersteund door een eikentak en een lauwertak. De eerste staat voor de kracht van de natie, de tweede voor eer en glorie. Samen verwijzen ze naar vrijheid, gelijkheid en broederschap.
De frygische muts is een oud vrijheidssymbool. Op de muts staat een ster als verwijzing naar de onafhankelijkheid van Cuba.